# 美少女万华镜系列
《美少女万华镜》是ωstar开发的日本成人游戏系列。ωstar於2011年公開系列第一部作品《被诅咒的传说少女》，接下來亦陸續推出作品《勿忘草與永遠的少女》、《致曾經是少女的你》、《神明所創造的少女們》、《罪與罰的少女》、《理與迷宮的少女》。
《美少女万华镜》系列採用戀愛冒險的遊戲方式。玩家在遊玩的時候都需觀看和聆聽故事情節的發展；聲音和文字會與人物和背景一同出現，用以幫助玩家了解劇情。除了《致曾經是少女的你》和最終作《理與迷宮的少女》外，玩家所扮演的角色都會在開首就進入蓮華的「萬花筒世界」內，然後籍此展開故事。
系列內所有作品的劇本皆由所著，並由八宝备仁負責原畫。《美少女万华镜》系列以色情場景及出色的CG繪製著稱，此一系列的每部作品在發售當月每每能登上getchu屋視覺小說銷量排行榜的首8位。

## 作品
《美少女萬華鏡》系列中共有6部作品已在市面推出，當中5部為正傳，1部為外傳。它們全由ωstar負責開發。
- 《被诅咒的传说少女》（呪われし伝説の少女）是《美少女萬華鏡》系列的首部作品，PC正式版於2011年12月29日發行[5]，Android版則於2016年9月1日發行[6]。這部作品描畫了教師斧神滋比古在遇上學生篝之霧枝後所發生的一連串事件[7]。
- 《勿忘草與永遠的少女》（忘れな草と永遠の少女）是系列的第二部作品，PC正式版於2012年7月27日發行[8]，Android版則於2017年4月27日開售[9]。這部作品以少年神崎彰人再會其初戀澤渡雫的展開為主軸[8]。
- 《致曾經是少女的你》（かつて少女だった君へ）是系列的外傳[10]，PC正式版於2014年2月28日發行[11]。這部作品講述了溫泉旅館的侍者小姐稻森春跟其戀人上條草太的故事[12]。
- 《神明所創造的少女們》（神が造りたもうた少女たち）是系列的第三部作品[13]，PC正式版於2015年3月27日發行[14]，Android版則於2017年12月1日開售[15]。這部作品主要講述科学家神城龍之介跟其創造出來的兩台機械人亞璃子和燈露椎所發生的故事[16]。
- 《罪與罰的少女》（罪と罰の少女）是系列的第四部作品，PC正式版於2017年7月28日發行。這部作品主要講述喜歡姊姊的弟弟覡夕摩跟其姊姊夕莉的故事[17]。
- 《理與迷宮的少女》（理と迷宮の少女）是系列的第五部作品，亦是最終作[18]，PC正式版於2020年5月29日發行[19]。官方中文版在9月29日推出[20]。Steam版則在2021年6月20日開售[21]。它主要講述驚悚作家深见夏彦跟蓮華等人在一起調查女校怪奇事件的過程中所發生的事[19]。
- 《美少女萬華鏡異聞 雪女》（美少女万華鏡異聞 雪おんな）被稱作是「新生·美少女萬華鏡」[22]，是ωstar構想出的新系列《美少女萬華鏡異聞》的第一部作品[23]，於2024年4月26日發行[24]。官方简体中文版预定2024年6月28日推出[25]。与前作相同，同样交由正经同人（Sekei Production）负责简体中文本地化。

## 共通元素
《美少女万华镜》系列採用戀愛冒險的遊玩方式。基本上玩家在遊玩的時候都需閱覽屏幕上所顯示的文本和聆聽故事情節的發展。聲音和文字會與人物拼合圖和背景一同出现。玩家會在故事中遇見代替背景和人物拼合圖的CG。除了首作和外传《致曾经是少女的你》外，基本每個系列都有至少兩條劇情分支路線。每條路線的结局皆有所不同。玩家的選擇最終會影響進入哪條路線，从而影響结局。
《美少女万华镜》系列每一部都帶有一定的性場景；相關場景包括手交、口交、性交、肛交、乳交等等。玩家在某些預設的段落中須選擇行為選項，對話框的下一段文本在做出選擇前並不能夠顯示。

## 開發
《美少女萬華鏡》系列由ωstar負責開發。當中劇本全由撰寫，八寶備仁則負責策劃和描畫原畫。背景音樂由秋山裕和及むにょっ共同擔當。由系列第一部伊始便一直採用的片尾曲則由獻唱。
八寶備仁起初是抱着「把《美少女萬華鏡》打造成價格低廉的短篇作品」的心態去製作的，並且希望這部作品系列的製作週期以1年為單位。不過後來則因為項目質量提高而需把製作週期延長。由於他要同時負責策劃、原畫、色情場景的挑選，所以他的製作進度很容易因這種一心多用的情況而減慢，甚至忙中出錯。
製作團隊原定把《勿忘草與永遠的少女》定為系列的首部作品，不過及後發現它的劇本有着很大扩充空間，故決定把它延期發售，並改把製作較為輕鬆的《被诅咒的传说少女》定為系列的第一作。第二部作品《勿忘草與永遠的少女》的製作同樣沒出現什麼大問題。他們在製作第三部作品《神明所創造的少女們》時，由於需要以更多的筆墨去交代故事背景和構思設定，所以它的製作時間比以往的長。團隊亦決定把遊戲中部分動畫外包給第三方製作者去製作。為了在製作第三作時不令作品的熱潮退卻，所以製作團隊決定在中間以一個月的時間製作外傳《致曾經是少女的你》，並以低價推出市面。
在製作《罪與罰的少女》時，八寶備仁的原初構思是製作一部姊姊在性方面玩弄弟弟的故事，不過他在跟吉祥寺交談過後，便決定為它加入推理劇和懸疑劇的元素，同時八寶備亦開始思考怎樣為遊戲加入犯罪情節。八寶備等人在製作最終作《理與迷宮的少女》時，曾把原先的劇本推倒一次重寫，八寶備亦從中協助吉祥寺修正劇本的缺陷。他們在製作最終作時的時間編排很緊湊。在《理與迷宮的少女》開發完成後，他們便開始構思新系列，並用了約3年的時間不斷摸索新作《美少女萬華鏡異聞 雪女》的劇情和作畫。
製作團隊在製作這部作品時，參考了其他日本作家所著的小說，比如《少年侦探团》、《金田一耕助》系列、《百鬼夜行》系列。

### 設計
製作團隊為了讓玩家覺得第一部作品《被诅咒的传说少女》的篝之霧枝「很可愛」，而在她的用詞和語調上思考了一番。到了《勿忘草與永遠的少女》則以玩家的喜好為考慮重點，把女主角雫設定成優等生的樣子。他們在設計《神明所創造的少女們》的亞璃子和燈露椎時，會以視覺效果的優劣來決定兩個角色的髮色等細節。製作團隊在《罪與罰的少女》當中為了突出夕莉的美，而把校服設計成北歐風格的樣子，並把她的性格設定成對弟弟夕摩十分包容。夕摩則被設定成在愛着姊姊的同时希望支配她。製作團隊在《理與迷宮的少女》當中則需為兩位引路角色——深見和蓮華補充設定。由於他們設計出蓮華的時間跟把她設定作作品主角的時間差了10年，故此他們需在此作中把她外表的一些細節改變，這樣才能符合10年後的畫風。他們在蓮華的背景設定下了一番功失，而讓劇情更合理。
八寶備在绘制色情場景的原畫時，會以把自己的性幻想直接传达給玩家的心態去製作，不過因此也增加了其他製作人員的負擔。而他在繪製蓮華等柔弱角色的色情場景時，會側重於以她們整個身體來表達色情感。

## 評價
《美少女万华镜》系列以色情場景及它們輔助玩家自慰的實用程度著稱。此一遊戲系列因為動態色情場景、出色的CG繪製而獲得玩家好評。
在日本美少女遊戲暨動漫相關商品銷售網站Getchu屋上，《被诅咒的传说少女》被票選為2011年12月第6佳的視覺小說遊戲；《勿忘草與永遠的少女》則奪得2012年美少女遊戲大獎的色情部門第2位。《理與迷宮的少女》同在「Getchu.com美少女遊戲大賞2020」上獲得綜合部門第12位；在色情部門排行榜上則排在第6位。
《神明所創造的少女們》赢得了2015年度萌系遊戲大賞的「低價獎」金獎。

### 銷量
在Getchu屋上，《美少女萬華鏡》系列的每部作品在發售當月每每能登上視覺小說銷量排行榜的首8位。在發售當月，《理與迷宮的少女》登上排行榜的第2位；《勿忘草與永遠的少女》和《神明所創造的少女們》皆登上第3位；《罪與罰的少女》則排行第4位；《致曾經是少女的你》和《被詛咒的傳說少女》在當月排行榜中分別排行第7和第8位。

## 外部连接
- 官方网站 （日語）